# Electric (álbum de The Cult)
Electric es el tercer álbum de estudio de la banda de rock británica The Cult. Lanzado en 1987, este trabajo marca un cambio de estilo respecto a sus anteriores trabajos, pasando del rock gótico al hard rock.

## Producción
Tras el éxito de su segundo trabajo Love (1985), The Cult comienzan a grabar durante el verano de 1986 una docena de temas en los estudios Manor en Oxfordshire, Inglaterra bajo la producción de Steve Brown. Estas grabaciones, conocidas como the Manor Sessions, debían formar parte de un nuevo disco que se iba a titular "Peace". Sin embargo la banda no se encontraba satisfecha con el sonido y comenzaron a buscar un nuevo productor.
The Cult viajó entonces a Nueva York donde conocieron a Rick Rubin, que había producido álbumes para varios artistas de hip hop y para la banda de thrash metal Slayer. Rubin fue contratado específicamente para desarrollar el cambio de sonido que la banda estaba buscando y capitalizar la popularidad del hard rock y el heavy metal en la década de los 80. 
Todo el material grabado hasta entonces fue desechado, lo que no gustó nada a la compañía discográfica que ya había invertido una gran suma de dinero en las grabaciones de Manor Studios. Sin embargo todas las dudas se disiparon cuando el grupo presentó los nuevos temas grabados bajo la dirección de Rick Rubin. El álbum fue un rotundo éxito de crítica y logró superar las ventas del anterior trabajo.
Aunque inicialmente se desecharon las grabaciones de the Manor Sessions, cuatro de ellas fueron publicadas como caras B de los sencillos de Electric y cinco más se incluyeron en disco Rare Cult (2000).
En 2013 el álbum fue remasterizado y lanzado como doble CD bajo el título "Electric Peace", incluyendo todas las grabaciones realizadas en the Manor Sessions para "Peace" y las originales para Electric.

## Lista de canciones

### Electric
| N.º | Título                                           | Duración |  |
| 1.  | «Wild Flower» (Ian Astbury/Billy Duffy)          | 3:37     |  |
| 2.  | «Peace Dog» (Ian Astbury/Billy Duffy)            | 3:34     |  |
| 3.  | «Lil' Devil» (Ian Astbury/Billy Duffy)           | 2:44     |  |
| 4.  | «Aphrodisiac Jacket» (Ian Astbury/Billy Duffy)   | 4:11     |  |
| 5.  | «Electric Ocean» (Ian Astbury/Billy Duffy)       | 2:49     |  |
| 6.  | «Bad Fun» (Ian Astbury/Billy Duffy)              | 3:33     |  |
| 7.  | «King Contrary Man» (Ian Astbury/Billy Duffy)    | 3:12     |  |
| 8.  | «Love Removal Machine» (Ian Astbury/Billy Duffy) | 4:17     |  |
| 9.  | «Born to Be Wild» (Mars Bonfire)                 | 3:35     |  |
| 10. | «Outlaw» (Ian Astbury/Billy Duffy)               | 2:52     |  |
| 11. | «Memphis Hip Shake» (Ian Astbury/Billy Duffy)    | 4:01     |  |

### "Manor Sessions"/Peace
Todas las canciones aparecen en Rare Cult  (2000). Los temas 2, 5, 6, y 10 fueron incluidos en el EP The Manor Sessions  (1988). Los temas 7,9, y 11 fueron usados como caras B de los sencillos de Electric.

| N.º | Título                 | Duración |  |
| 1.  | «Love Removal Machine» | 5:16     |  |
| 2.  | «Wild Flower»          | 4:10     |  |
| 3.  | «Peace Dog»            | 5:09     |  |
| 4.  | «Aphrodisiac Jacket»   | 4:25     |  |
| 5.  | «Electric Ocean»       | 4:13     |  |
| 6.  | «Bad Fun»              | 6:24     |  |
| 7.  | «Conquistador»         | 2:53     |  |
| 8.  | «Zap City»             | 5:15     |  |
| 9.  | «Love Trooper»         | 3:55     |  |
| 10. | «Outlaw»               | 5:07     |  |
| 11. | «Groove Co.»           | 4:13     |  |

## Personal
- Ian Astbury – vocalista
- Billy Duffy – guitarra eléctrica, coros
- Jamie Stewart – bajo, coros
- Les Warner – Batería

## En la cultura popular
- El tema "Love Removal Machine" aparece en Guitar Hero: World Tour.
- El tema  "Bad Fun" aparece en Tony Hawk's Pro Skater 4.
- La canción "Wildflower" formó parte de la banda sonora de la película británica The Business.
- La canción "Aphrodisiac Jacket" formó parte de la banda sonora de la película White Water Summer.
- La canción "Zap City" aparece en al película  Buffy the Vampire Slayer.